# Crimean Tom

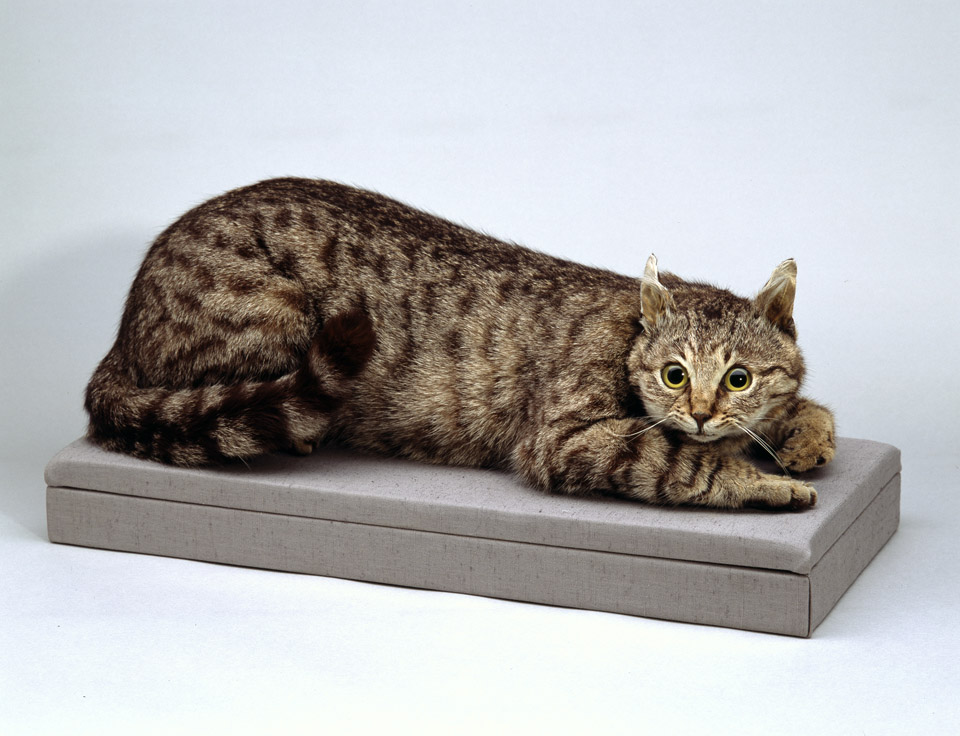
Ausgestopfte Katze im National Army Museum in London, bei der es sich um Tom handeln soll

Crimean Tom, auch Tom oder Sevastopol Tom (geboren ca. 1847; gestorben am 31. Dezember 1856), war eine Hauskatze, die die britische Armee während des Krimkriegs unterstützt haben soll. Lieutenant William Gair las sie in Sewastopol auf, wo der Kater die Truppen immer wieder zu Essensrationen führte.

## Leben
Während des Krimkriegs besetzten am 9. September 1855 britische und französische Truppen die Stadt Sewastopol, die sie fast ein Jahr lang belagert hatten. Lieutenant William Gair gehörte den Carabiniers (6th Dragoon Guards) an. Er war dem Field Train Department als Deputy Assistant Commissary unterstellt und hatte den Auftrag, Essensvorräte in den Kellern der Häuser zu suchen. Bei seinen Patrouillen traf er auf eine Katze, die sich auf einem Haufen Müll befand, umgeben von zwei verletzten Personen. Der Kater ließ sich von Gair aufnehmen. Er wurde auf acht Jahre geschätzt und hatte die gesamte Belagerung überlebt.
Gair brachte den Kater zu seiner Abteilung, die sich um ihn kümmerte und ihm den Namen Tom, später Crimean Tom und Sevastopol Tom gab. Die Legende besagt, dass es den Offizieren auffiel, wie gut genährt der Kater war und wie er immer dicker wurde. So begannen sie die Katze auf ihren Raubzügen zu beobachten und folgten ihr zu einem Durchgang, der von einer großen Menge Müll verschlossen war. Hinter dem Müll fanden sie einen geheimen Lagerraum mit Vorräten, der half die Truppen zu ernähren. Tom führte sie auch zu weiteren, kleineren Vorratskammern in der Nähe des Hafens. Nach dem Ende des Kriegs brachte Gair Tom nach England und behielt ihn als Haustier. Tom starb am 31. Dezember 1856.

## Ehrung

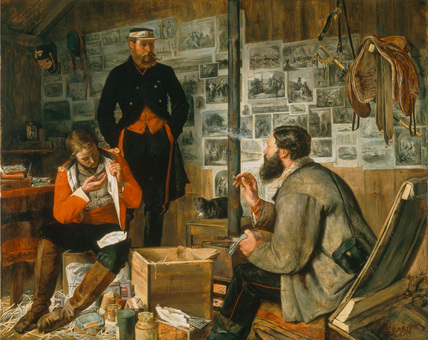
A Welcome Arrival, 1855, John Dalbiac Luard, 1857

Gair ließ Crimean Tom ausstopfen und schenkte ihn dem Royal United Services Institute, doch anschließend verlor sich seine Spur. In den 1950er Jahren erwarb die Autorin Faith Compton Mackenzie auf der Portobello Road eine ausgestopfte Katze, die als Crimean Tom identifiziert wurde. Sie trug ein Lederhalsband mit einem silbernen Anhänger, auf dem „T/Sebastopol“ steht. Einen endgültigen Beweis gibt es jedoch nicht. Der ausgestopfte Kater wurde 1958 dem National Army Museum in London gestiftet und wird seitdem dort ausgestellt.
Tom soll außerdem die Katze auf dem Bild A Welcome Arrival 1855 von John Dalbiac Luard (1857) sein, das britische Offiziere beim Öffnen von Päckchen aus der Heimat zeigt. Toms Herrchen soll der rot gekleidete Mann im Bild sein, das ebenfalls vom National Army Museum ausgestellt wurde. Auch hier liegt jedoch kein Beweis vor.